# كيث شميت
كيث شميت (بالإنجليزية: Keith Schmidt)‏ (19 ديسمبر 1921 في أستراليا - 4 أكتوبر 2017) هو لاعب كريكت أسترالي. لعب مع فريق تسمانيا للكريكت.

## وصلات خارجية
- كيث شميت على موقع إي آس بي آن كريك إنفو (الإنجليزية)